# Juggaknots
Juggaknots – hip-hopowy skład z Nowego Jorku, tworzony przez rodzeństwo Breezy Brewin', Queen Herawin, Buddy Slim oraz DJ Boo. Grupa współpracowała z takimi artystami jak producent Prince Paul czy MC Sadat X z Brand Nubian. Raper Breezly Brewin' brał udział w projekcie A Prince Among Thieves - albumie koncepcyjnym Prince Paula - w którym odgrywał główną rolę - Tariqa.

## Dyskografia
- Clear Blue Skies EP (1996)
- Clear Blue Skies LP Re:Release (2002)
- Use Your Confusion (2006)